# 阿弗烈·芮克里夫-布朗
阿尔弗雷德·拉德克利夫-布朗（Alfred Radcliffe-Brown，原名Alfred Brown，1881年9月17日—1955年10月24日），英國人類學家，結構功能論的創建者。他是第二次世界大戰期間與戰後英國人類學界最有影響力的人類學家。相較於馬林諾斯基強調實證主義的功能論，拉德克利夫布朗結合爱米尔·杜尔凯姆的社會學理論、伯特蘭·羅素等人的科學哲學以及威廉·黎佛斯（William Halse Rivers Rivers）等人的社會組織研究，提出一套結合自然與社會科學的人類學理論。他認為透過觀察抽離出來的社會體系與結構，能夠找出套有系統的社會分析方式，進而探究人類的普同法則。
雖然有人認為芮克里夫-布朗的研究粗劣，且理論僅止於資料的收集，缺乏深度的關懷。但他的學說深深影響了戰後的人類學發展，使其逐漸走向系統化的理論研究。而其足跡遍及歐、亞、非、北美與大洋洲，所到之處皆設人類學系與相關研究單位，這對人類學推廣有相當大的正面影響。
　

## 生平
阿弗列·芮克里夫-布朗生於1881年英國伯明罕的史巴伯洛克區（Sparkbrook），5歲時父親去世，他被母親托付給外祖母照顧。中學時就讀伯明罕當地的艾德華國王學校（King Edward's School），但還沒畢業就輟學到當地圖書館打工。為了鼓勵他繼續升學，布朗的哥哥出錢資助他到伯明罕大學（The University of Birmingham）唸一年醫科預備課程。

### 早期學術生涯
1902年，他拿到劍橋大學三一學院給予的“道德科學”獎學金，加上哥哥的部分資助，使他得以進入該學院修習“道德科學”課程。這門課程包含實驗心理學、經濟學和哲學，因而布朗接觸到早期心理學家威廉·黎佛斯（William Halse Rivers Rivers）、查爾斯·邁爾斯（Charles Samuel Myers）和阿弗烈·赫騰（Alfred Cort Haddon）等人，並於1904年第一名拿到學士學位後成為黎佛斯第一位人類學學生。
1905年，布朗擔任英國科學促進協會（British Association for the Advancement of Science）人類學組秘書，並前往南非。隔年拿到劍橋大學安托尼·威爾金基金（Anthony Wilkin Fund）提供的獎學金，得以在黎佛斯的指導下前往安達曼群島（Andaman Islands）從事田野調查。經過兩年的調查，他於1908年回到英國，並發表一份初步報告，並憑此獲得三一學院的研究金。之後兩年他在倫敦政治經濟學院擔任民族學講師，同時於劍橋大學開授比較社會學課程。
1910年，布朗再度領取安托尼·威爾金基金的研究金，前往澳洲西部進行田野調查。這次隨行的只有三位成員，其中兩人在中途離隊。雖然人手少，但布朗在當地的演說為他爭取到一些資助金，使其得以持續研究。兩年的調查裡，布朗待過三斯通（Sandstone）、伯尼爾島（Bernier Island），最後沿著科斯加因河（Gascoyne River）探訪土著部落。這段期間他重新整理了澳洲原住民的親屬制度，澄清過去許多錯誤，並提出一套“挽救”即將失傳的文化之方法，即針對結構與形式的理解，這也影響了他日後的理論發展。
1913年，布朗暫時回到英國與新婚妻子團聚，並在伯明罕大學發表一系列演說。1914年又趕回澳洲，於雪梨一所中學擔任校長，並在澳洲東南部進行研究。但隨著第一次世界大戰爆發，研究也遇到阻礙。

### 人類學推廣
為了躲避戰爭的陰影，布朗於1916年前往東加擔任東加皇家學院院長兼教育主任。但1919年東加爆發感冒大流行，因此他請求在南非的哥哥幫忙，得以於1920年前往普利托尼亞（Pretoria）川斯瓦爾（Transvaau）博物館擔任研究員。隔年，南非總理揚·史末資（Jan Christiaan Smuts）將軍請他擔任開普敦大學（University of Cape Town）首任人類學系系主任，兼任非洲生活與語言學院（School of African Life and Language）主席，從事非洲律法與習俗研究。這段期間，布朗整理之前在安達曼群島的研究成果後，於1922年發表著作《安達曼島民》（The Andaman Islanders），同年被推選作南非科學促進協會人類學組主席。
《安達曼島民》裡，布朗提出最初的結構功能論概念：他以艾彌爾·涂爾幹的觀點解釋土著的宇宙觀，認為土著的儀式是一套維繫和傳遞社會情感的情感意向，進而凝聚社會組織的情感意向。為了佐證這套說法，他從宗教著手，認為原始社會如安達曼人，乃結合自然與社會秩序，使人能服膺於存在於自然界的偉大力量，因而維持兩者之間某種穩定秩序的關係。這種關係布朗認為能透過宗教的儀式觀察到，因此儀式本身即是宗教的持續體現，並且是宗教之所以能持續保有聯繫情感的關鍵所在。
在南非近五年的生活中，他一方面保有學術上的影響，另外持續對當局提供建言。1926年由於缺乏經費補助，布朗回到澳洲雪梨大學教書，並創立當地第一個人類學系講座，同時首次開辦課程，指導即將前往巴布亞紐幾內亞的殖民官員和傳教士認識當地文化。除此之外，由於當地政府的大量補助，他也開辦了一分名為《大洋洲》的學報，並擬定許多研究計畫。也在這年，布朗加上母親的姓氏，正式改姓為拉德克利夫-布朗（Radcliffe-Brown）。
儘管芮克里夫-布朗在澳洲有不錯的開始，但人緣欠佳的作為卻導致其一手創立的學系與諸多計畫瀕臨瓦解。1931年，他暫時回到英國，並在接任英國科學促進協會人類學組主席後，接受芝加哥大學的教授職位。在美國，芮克里夫布朗避免接受行政職務，專注於教學上。這個時期，法蘭茲·鮑亞士（Franz Boas）、阿弗烈·克魯伯（Alfred Kroeber）等人在北美的影響力逐漸發酵，但芮克里夫布朗仍培育出一些學生。另外在1935年，他應燕京大學社會學系之邀，到該校擔任客座教授三個月，除講授比較社會學的課程外，還帶領學生進行短期的鄉村田野調查。

### 步入巔峰
1937年，芮克里夫-布朗回到英國，應牛津大學之邀擔任該校人類學系教職兼系主任。由於當時英國最具影響力的人類學家（Bronislaw Malinowski)的理論逐漸受到質疑，而他本人也於1938年離開倫敦政治經濟學院，前往耶魯大學任教。因此芮克里夫布朗的影響力與日漸增，其主張的結構功能論也逐漸完善，並成為當時英國學界的主流論述。1939年，他接任英國皇家人類學會主席，並陸續發表幾篇以親屬制度、社會結構為題的演說。
由於期間洽逢第二次世界大戰，芮克里夫-布朗於1942年卸下主席職務後，奉協會的指示前往巴西聖保羅大學（Universidade De Sao Paulo）擔任客座教授。1944年返回英國繼續擔任牛津大學教職，直到1946年正式退休。

### 晚年
自牛津大學退休後，芮克里夫-布朗於1947年前往埃及亞歷山卓，擔任當地一所大學社會學系教授，1951年又前往南非葛雷漢城（Grahanstown）任教。隔年，他出版論文集《原始社會的結構與功能》（Structure and Function in Primitive Society），將過去在安達曼群島的儀式、澳洲的圖騰以及南非的親屬制度等研究彙整起來，試圖建立一套具有普同性的原始社會宇宙觀。他認為這些社會裡，人們將道德秩序融入自然的秩序之中，使其成為和諧的規範，並且讓個人與社會之間的關係保持穩定而不間斷。
1955年12月24日，阿弗烈·芮克里夫-布朗病逝於倫敦的醫院，享年75歲。

## 理論研究
阿弗列·芮克里夫-布朗的理論主要受下列三者影響：（一）爱米尔·杜尔凯姆的社會有機體概念，以及部分赫伯特·史賓賽的演化觀點。（二）伯特蘭·羅素與阿弗烈·諾夫·懷海德（Alfred North Whitehead）的科學哲學觀點，即一種自然科學式的分析方法。（三）威廉·黎佛斯（William Halse Rivers Rivers）與阿弗列·海登（Alfred Cort Haddon）的人類學研究，尤其是社會組織與田野調查這部分的研究成果。基於這三者，芮克里夫-布朗開創了結構功能論的理論，即主張以科學與實證的方式，找出社會運作的結構與各種功能，進而相互比較，以求普同性的社會特質。
結構功能論強調結構、功能以及一切事務的過程。在芮克里夫-布朗眼中，他假設所有社會都可以切割成許多部分，每個部分的發展乃為了適應整個環境，即生態、文化和制度上的充分圓滿。也因此，社會的各功能應是相互矛盾而不衝突，各體系之間並具有相當的一致性，而避免彼此的衝突與摩擦。
為了探究這些相互整合的功能結構，芮克里夫-布朗建立起兩套基礎關係，即受到時空限制下的相互關係，以及獨立於此之外的數學與邏輯關係。另外又將社會關係看成結構與結構形式。由此，人類學家可以分析並將結構自實體之中抽離出來，進行進一步的分析與比較，於此即是他所主張的比較社會學。
由於結構功能論本身需要緊密的觀察與分析，自然帶有相當程度的共時性研究特質：雖然芮克里夫布朗承認歷史的存在，但他認為沒有文字的原始社會裡無法獲得確切的歷史資料，因此必然充斥者錯誤的可能。基於這觀點，他十分反對民族學式的資料收集，認為神話與民謠的收集只能建構出虛假的歷史。因此他期望以現有的殘存結構，分析並還原這些社會的真實面貌，而這即是人類學存在的目的與理由。

## 影響
阿弗列·芮克里夫-布朗一生著作不多，但影響力卻遠超過其作品的數量。他一生到過歐洲、亞洲、非洲、北美洲、南美洲、大洋洲各地任教，並在當地重要的大學成立人類學系和相關研究機構，並展開多項研究計畫。這些對早期人類學的推廣有深遠的影響。
但芮克里夫-布朗的影響並不僅止於此。雖然在他之前，布朗尼斯勞·馬凌諾斯基已經提出功能論以質疑達爾文主義等學派的觀點，但芮克里夫布朗的論述才真正確立了人類學的發展之路：他釐清了人類學（特別是社會人類學）的學科性質以及研究方法，使該學科的性質真正確立，並審慎對待研究的材料。另一方面，他主張的比較社會學以及尋求一般性法則的研究方式，也影響到後來艾德華·伊凡-普理查以及克勞德·李維史陀的結構主義。
結構功能論在1940年代到1960年代的人類學界是最有影響力的理論。雖然到了1970年代後，象徵人類學以及詮釋人類學的觀點逐漸取代該理論的論述，而懷有後現代主義觀點的學者也不斷質疑或批判該理論的正確性。但不可否認的是，結構功能論開啟了一道解釋文化現象的道路，使得後人根據其成果獲取更進一步的發展。

## 著作書籍
- 1922年：《安達曼島民》（The Andaman Islanders）
- 1939年：Taboo
- 1952年：《原始社會的結構與功能》（Structure and Function in Primitive Society）
- 1950年：African systems of kinship and marriage
- 1958年：《社會人類學方法》（Method in social anthropology ，未完成）